# Katyčiai
Katyčiai is een plaats in het Litouwse district Klaipėda. De plaats telt 737 inwoners (2001).